# Астра 5A
«Астра 5А» (англ. Astra 5A, до 2008 года — «Сириус-2» (англ. Sirius-2)) — шведский спутник связи серии «Сириус», является самым большим европейским спутником связи. Был изготовлен французской компанией Aérospatiale, в ноябре 1997 года ракетой-носителем Arian 44L с космодрома Куру был выведен на ГСО в орбитальную позицию 4,8° в. д.

## Сириус 2
С 1997 года эксплуатировался Nordic Satellite AB (позднее, SES Sirius (англ. SES Sirius)) как Sirius 2.
Был заменён спутником Sirius 4, запущенным в ноябре 2007 года. Перевод всех услуг по вещанию с Sirius 2 на Sirius 4 был завершён в январе 2008 года.

## Астра 5A
В апреле 2008 года спутник был передан SES Astra (англ. SES Astra) и переименован в Astra 5A, при этом он был переведён в точку стояния 31,5° в. д. для обеспечения услуг связи в Восточной Европе и Среднем Востоке. 1 сентября 2008 года спутник начал вещание провайдера SatGate. 22 октября на спутнике произошёл сбой, в результате которого он отклонился от позиции 31,5° в. д., но в течение двух недель спутник был возвращен на позицию и вещание продолжилось.
16 января 2009 года на спутнике произошёл повторный сбой, последствия которого не удалось исправить, и он был объявлен потерянным.
15 апреля 2009 года появилось официальное сообщение от SES Astra о том, что спутник Astra 5A удалось окончательно вывести на орбиту захоронения высотой 36000 км и выключить. Также, было заявлено, что точку стояния 31,5° в. д. займёт спутник Astra 2C.

## Вещание
Astra 5A вещал в два луча (горизонтальная и вертикальная поляризация):
Во время нахождения спутника в точке стояния 5° в. д., он использовался SES Sirius AB для осуществления непосредственного телевещания и обеспечения услуг кабельного телевидения и передачи данных на Скандинавию и соседние страны, хотя имел возможность обеспечитвать телевещание и высокоскоростную передачу данных на страны вплоть до Гренландии. Sirius 2 имел два луча, на каждый по 13 BSS транспондеров Ku-диапазона с эффективной изотропно излучаемой мощностью (ЭИИП) не ниже 54 дБВт в первичной зоне.
До перемещения в орбитальную позицию 31,5° в. д., один из лучей был перенаправлен на регион Северной Европы с ЭИИП 55 дБВт, тогда как второй луч был направлен на Центральную и Южную Европу с ЭИИМ 50 дБВт в пределах Европы:
- Европейский широкий луч CEE (англ. Central and Eastern European) (транспондеры: 13 BSS по 33 МГц).
- Североевропейский луч PE (англ. pan-European) (транспондеры: 13 BSS по 33 МГц).

Луч CEE обеспечивал уверенный приём на антенну диаметром 60 см от Польши до Северной Турции, на Балканах и в районе Чёрного моря, а луч PE обеспечивал уверенный приём на антенну диаметром 60 см от Туниса до Урала.
Sirius 2 имел, также, третий луч для передачи видео и данных. Он имел 6 FSS 36 МГц транспондеров и покрывал северную и центральную Европу с ЭИИП на уровне 46-48 дБВт.